# Kaple svatého Jana Nepomuckého (Sloup v Čechách)
Kaple svatého Jana Nepomuckého je barokní stavba z 1. poloviny 18. století v obci Sloup v Čechách v okrese Česká Lípa. Kaple je chráněná jako nemovitá kulturní památka (v rámci památkové ochrany areálu zámku). Po druhé světové válce bylo její vnitřní vybavení zničeno a kaple zchátrala. Obec, která kapli od roku 2011 vlastní, započala rekonstrukci.

## Historie

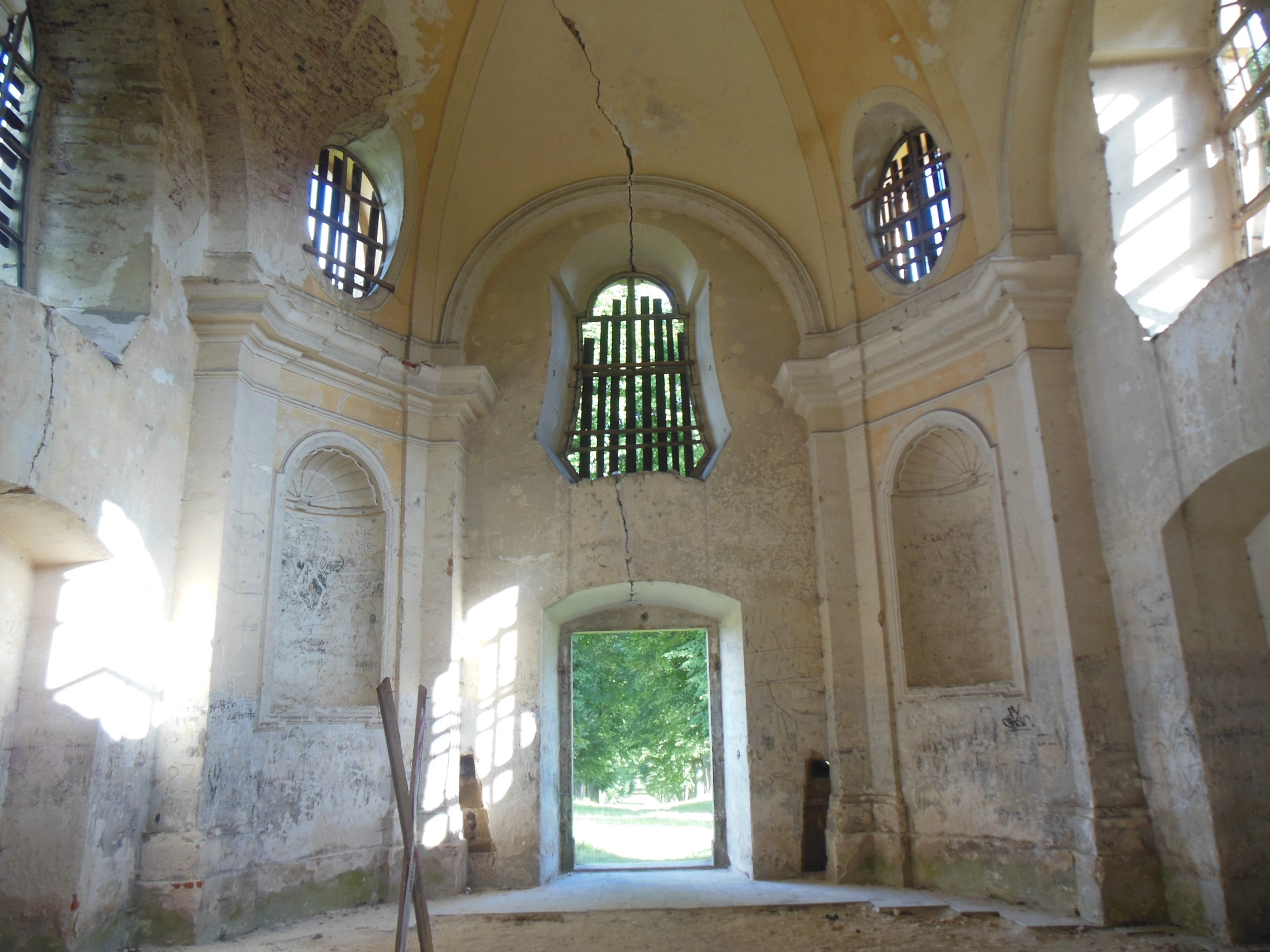
Interiér (2014)

Kapli sv. Jana Nepomuckého nechal ve Sloupu vystavět hrabě Josef Jan Maxmilián Kinský v letech 1738–1740. Právě k Janu Nepomuckému se modlil během cesty do sídla svého řádu na Maltě, když ho na moři zastihla velká bouře. Slíbil, že pokud zůstane živý, postaví světci ve Sloupu kapli. Cestu hrabě přežil a kapli, jednu z prvních sakrálních staveb zasvěcených Janu Nepomuckému, začali na jeho popud stavět 24. dubna 1738. O dva roky později byla vysvěcena. Stavitel kaple není znám.
V roce 1795 byla kaple přeměněna na pohřební kapli členů rodu Kinských, v jejíž kryptě byl v roce 1828 pohřben hrabě Filip Josef Kinský a o 3 roky později jeho nástupce Karel.
Po roce 1945 kaple silně zchátrala. V 90. letech okresní úřad kapli jako nepotřebný majetek prodal soukromníkovi, poté ještě několikrát změnila majitele, aniž by se však zlepšil její stav. Zhruba v roce 2010 kapli zabavil finanční úřad a poté ji nabídl v dražbě. Jediným účastníkem dražby byla obec Sloup, která ji získala za 366 tisíc korun. Náklady na rekonstrukci kaple se v roce 2016 odhadovaly na 8 až 10 milionů korun.
V roce 2015 dostala kaple novou měděnou střechu včetně opláštění věžičky a okapů. Krátce nato zloději kovů veškerou měď strhali. V roce 2017 až 2018 dostala kaple znovu střechu, tentokrát z pálených tašek a nové měděné opláštění věžičky. Okapy jsou v dolní části plastové. Kromě zabezpečení kaple proti vstupu další práce poté již neprobíhaly. Ve stěnách i klenbě jsou výrazné trhliny, statické zabezpečení je v plánu rekonstrukce.

## Architektura a vybavení

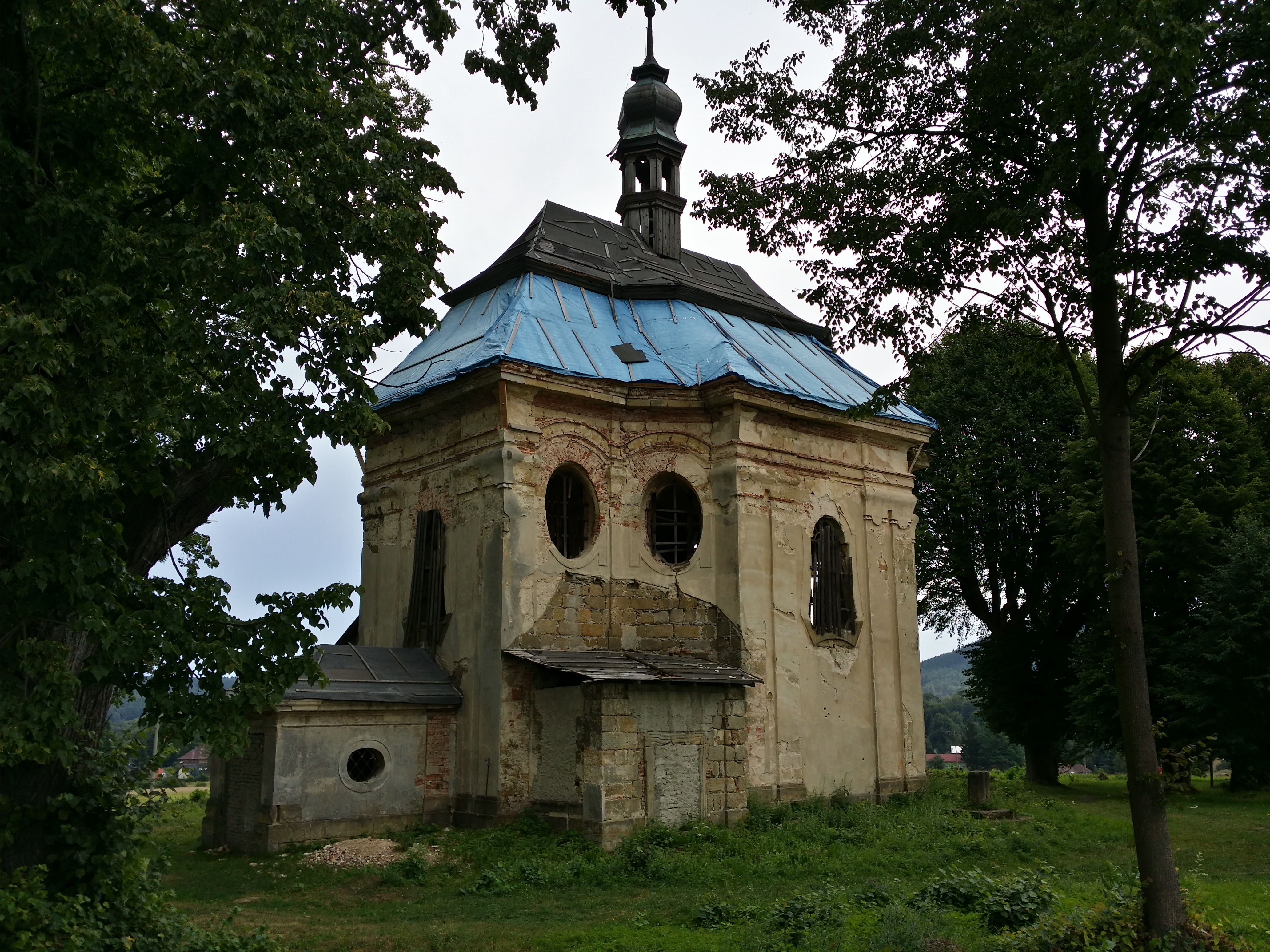
Pohled od severozápadu

Jedná se o osmibokou barokní stavbu s obdélným presbytářem a bočními čtvercovými prostorami oratoří a sakristie. Průčelí je po stranách zdobeno sdruženými pilastry. Nad obdélníkovým portálem je supraporta s kartuší a datem 1739. Střední část vyplňuje kasulové okno. Průčelí je zakončeno trojúhelníkovým štítem s erbem Kinských uprostřed. Štít zdobí sochy od Antonína Brauna. Uprostřed je socha sv. Jana Nepomuckého, který v pravé ruce drží kříž a v levé symbol jazyka, s andělem držícím prst před ústy jako symbol mlčení. Vlevo je alegorie Víry s křížem a vpravo Naděje s kotvou. Uvnitř kaple se nacházel cenný reliéf sv. Jiří od Julia Melzera. Dominantou mansardové střechy z pálených tašek je sanktusník s měděným opláštěním.
Vnitřek je sklenut kupolí, v presbytáři je valená klenba s lunetami.
U kaple býval pomník s litinovou bustou Josefa Kinského z roku 1827, který dal zřídit Karel Kinský. Na počátku 70. let 20. století byla busta ukradena. Z pomníku zbylo je torzo podstavce.

## Seznam pohřbených (výběr)
V současnosti se už ostatky příslušníků šlechtického rodu Kinských v kryptě nenacházejí. Ostatky byly přesunuty do děkanského hrobu na lesní hřbitov v Novém Boru.

### Chronologicky podle data úmrtí
V tabulce jsou uvedeny základní informace o pohřbených. Fialově jsou vyznačeni příslušníci rodu Kinských. Generace jsou počítány od Jana Dlaska Vchynského († 1521). Seznam nemusí být úplný.
| Po-řadí | Gene-race | Jméno pohřbeného                   | Datum a místo narození           | Otec                                                                       | Datum a místo sňatku, choť | Pohřeb a uložení do hrobky            | Poznámky |
| Po-řadí | Gene-race | Jméno pohřbeného                   | Datum a místo úmrtí              | Matka                                                                      | Datum a místo sňatku, choť | Pohřeb a uložení do hrobky            | Poznámky |
| ------- | --------- | ---------------------------------- | -------------------------------- | -------------------------------------------------------------------------- | --- | ------------------------------------- | --- |
| 1.      | 9.        | Filip Josef Kinský                 | 4. 8. 1741 Chroustovice          | Leopold Ferdinand Kinský 17. 1. 1713 Chlumec nad Cidlinou – 24. 10. 1760   | 27. 8. / 13. 9. / 10. 11. 1787 Vídeň (rozvedeni 1788 nebo 1807) Marie Terezie z Dietrichsteinu 11. 8. 1768 – 16. 9. 1821 nebo 1822 | 1. 5. 1828                            | Rakouský generál, císařský komorník. Majitel Matzenu, Chroustovic (do 1823), Rychmburku (do 1823), Zvíkovce (do 1786), Sloupu v Čechách (od 1794). Rozvedl se, zůstal bezdětný. Manželka byla pohřbena v Dietrichsteinské hrobce v Mikulově. |
| 1.      | 9.        | Filip Josef Kinský                 | 14. 2. 1827 Praha                | Marie Tereza Capece dei Marchesi di Rofrano 3. 6. 1715 – 12. 11. 1778      | 27. 8. / 13. 9. / 10. 11. 1787 Vídeň (rozvedeni 1788 nebo 1807) Marie Terezie z Dietrichsteinu 11. 8. 1768 – 16. 9. 1821 nebo 1822 | 1. 5. 1828                            | Rakouský generál, císařský komorník. Majitel Matzenu, Chroustovic (do 1823), Rychmburku (do 1823), Zvíkovce (do 1786), Sloupu v Čechách (od 1794). Rozvedl se, zůstal bezdětný. Manželka byla pohřbena v Dietrichsteinské hrobce v Mikulově. |
| 2.      | 10.       | Karel Kinský                       | 28. 7. 1766 Chlumec nad Cidlinou | František Ferdinand Kinský 8. 12. 1738 Vídeň – 7. 4. 1806                  | 1. 2. / 8. 3. 1810 Alžběta z Thun–Hohensteinu 5. 5. 1791 – 29. 11. 1867 / 24. 11. 1876                                             | 1831                                  | Rakousky generál, císařský komorník. Synovec Filipa Josefa Kinského (č. 1), zakladatel sloupské větve rodu. Po strýci zdědil Sloup v Čechách. Narodily se mu čtyři děti: - 1. Filipína (1811–1890) - 2. Karel (1813–1856; č. 4) - 3. Antonie, provd. Lobkowiczová (1815–1836; pohřbena v Lobkowiczké hrobce v Roudnici nad Labem) - 4. August Leopold (1817–1891, pohřben v hrobce Kinských v Lešné) |
| 2.      | 10.       | Karel Kinský                       | 4. 9. 1831 Sloup v Čechách       | Marie Kristýna z Liechtensteinu 1. 9. 1741 – 30. 4. 1819                   | 1. 2. / 8. 3. 1810 Alžběta z Thun–Hohensteinu 5. 5. 1791 – 29. 11. 1867 / 24. 11. 1876                                             | 1831                                  | Rakousky generál, císařský komorník. Synovec Filipa Josefa Kinského (č. 1), zakladatel sloupské větve rodu. Po strýci zdědil Sloup v Čechách. Narodily se mu čtyři děti: - 1. Filipína (1811–1890) - 2. Karel (1813–1856; č. 4) - 3. Antonie, provd. Lobkowiczová (1815–1836; pohřbena v Lobkowiczké hrobce v Roudnici nad Labem) - 4. August Leopold (1817–1891, pohřben v hrobce Kinských v Lešné) |
| 3.      | 12.       | nepojmenovaný v nouzi pokřtěný syn | 15. 3. 1852 Sloup v Čechách      | August Leopold Kinský 25. 6. 1817 Chlumec nad Cidlinou – 19. 4. 1891 Lešná | | Pohřben 20. 3. 1852.                  | |
| 3.      | 12.       | nepojmenovaný v nouzi pokřtěný syn | 15. 3. 1852 Sloup v Čechách      | Bedřiška Dubská z Třebomyslic 25. 7. 1829 Vídeň – 29. 12. 1895 Praha       | | Pohřben 20. 3. 1852.                  | |
| 4.      | 11.       | Karel Kinský                       | 5. 6. 1813                       | Karel Kinský (č. 2)                                                        | | Pohřben 27. 3. 1856 v kapli sv. Jana. | C. k. nadporučík v armádě, vlastník Sloupu v Čechách, Svojkova a Bystřice. Zemřel ve věku 42 let na ochrnutí plic. |
| 4.      | 11.       | Karel Kinský                       | 22. 3. 1856 Bystřice             | Alžběta z Thun-Hohensteinu 5. 5. 1791 – 29. 11. 1867 / 24. 11. 1876        | | Pohřben 27. 3. 1856 v kapli sv. Jana. | C. k. nadporučík v armádě, vlastník Sloupu v Čechách, Svojkova a Bystřice. Zemřel ve věku 42 let na ochrnutí plic. |